# Rufus Wainwright
Rufus Wainwright (født 22. juli 1973) er en canadisk sanger og sangskriver. Han er søn af musikerne Loudon Wainwright III og Kate McGarrigle og bror til Martha Wainwright.
Siden 1998 har han indspillet syv albummer, adskillige EP'er og talrige sange på opsamlinger og filmsoundtracks.
Hans forældre var folk-musikerne Loudon Wainwright III og Katy McGarrigle, hvilket har sat sit præg på Wainwright. Forældrene blev skilt, mens han stadig var lille, hvorefter han flyttede til Montreal sammen med sin mor.
Her begyndte han som 6-årig at spille klaver, og som 13-årig stod han på scenen sammen med moren, tanten og søsteren Martha i gruppen The McGarrigle Sisters and Family.
I 1998 udsendte Rufus Wainwright sit selvbetitlede debutalbum, der endte på mange anmelderes liste over årets bedste albums. Hans andet album Poses udkom i 2001 og blev fulgt af et længere turneophold sammen med Tori Amos.
I 2002 flyttede Rufus Wainwright til New York, hvor han påbegyndte et samarbejde med produceren Marius deVries. Det førte først til 'Want One' i 2003 og året efter fulgte 'Want Two'.
I 2003 havde han stor succes med en coverversion af Leonard Cohens sang Hallelujah, der blev brugt i filmen Shrek. Den solgte dobbelt platin i USA og solgte over 2 millioner eksemplarer.
I 2007 fulgte Wainwrights femte fuldlængde Release the Stars.

## Diskografi
- Rufus Wainwright (1998)
- Poses (2001)
- Want One (2003)
- Want Two (2004)
- Release the Stars (2007)
- All Days Are Nights: Songs for Lulu (2010)
- Out of the Game (2012)
- Prima Donna (2015)
- Take All My Loves: 9 Shakespeare Sonnets (2016)